# Tijuana-kartellet
Tijuana-kartellet (Cártel de Tijuana), også kendt som Cártel Arellano Félix (CAF), er en kriminel organisation som driver narkotikahandel. Kartellet blev startet i Tijuana i Baja California, og det opererer i den nordvestlige del af Mexico. Kartellet konkurrerer med Sinaloa-kartellet i denne del af landet. Tijuana-kartellet bliver regnet som et af de største og mest voldelige i Mexico.